# Turkáló kakadu
A turkáló kakadu (Cacatua pastinator), korábban nyugati ormányoskakadu, a madarak osztályának papagájalakúak (Psittaciformes) rendjéhez és a kakadufélék (Cacatuidae) családjához tartozó faj.

## Előfordulása
Ausztrália területén honos.

## Megjelenése
Testhossza 45 centiméter, testtömege 700-860 gramm.

## Külső hivatkozás
- Képek az interneten a fajról
- Ibc.lynxeds.com - videók a fajról